# 〜緒方vs土門〜UKIUKIミ☆漢組!
緒方vs土門 UKIUKIミ☆漢組!（おがたばーさすどもん うきうき おとこぐみ）は、｢M.O.bay -emou.net-｣にて2年間配信されていたインターネットラジオ番組。パーソナリティは、KIRAMEKIミ☆漢組!同様 緒方恵美と土門仁。
- 2003年 4月から 同年 9月まで 緒方vs土門 UKIUKIミ☆漢組!         。（全26回）
- 2003年10月より 04年 3月まで 緒方vs土門 UKIUKIミ☆漢組! ぐれ〜と へと番組名に変更。（〃）
- 2004年 4月より 同年 9月まで 緒方vs土門 UKIUKIミ☆漢組! すま〜と へと番組名に変更。（〃）
- 2004年10月より 05年 3月まで 緒方vs土門 UKIUKIミ☆漢組! すい〜と へと番組名が変更。（〃）
- 2003年 3月まで 旧シリーズ 緒方vs土門 KIRAMEKIミ☆漢組! シリーズ配信。
- 2005年 4月より 新シリーズ 緒方vs土門 MOEMOE 漢組! へ。

## 概要
- 配信サイト：M.O.bay
- 配信日：金曜日

## コーナー
- オープニングポエム
- カメ頭の滑舌覇王道グレート/カメ頭の右往左往(ぐれ〜と)/カメ頭のすま〜とキング(すま〜と)/カメ頭のすい〜とキング(すい〜と)
- 激!新宿硬派野郎
- 滅!原宿特攻野郎
- UKIUKIミ☆Mail(ワルピーレ)
- 禁断の玉癒しそうかい/金曜日の玉達(ぐれ〜と)/錦糸町でタマタマ(すま〜と)/筋肉たまら〜ん(すい〜と)
- 出所祝い